# 2008年夏季奥林匹克运动会中国曲棍球队
2008年夏季奧林匹克運動會中國曲棍球隊是中國派出參加北京奧運會曲棍球比賽的代表隊。中國男隊和女隊均獲得參賽資格，其中女隊在2006年多哈亞運會上奪得金牌，展現了強大的競爭力，而男隊則通過亞洲區資格賽獲得參賽席位。這是中國曲棍球歷史上首次男女隊同時參加奧運會。女隊在比賽中表現出色，最終獲得銀牌，創下了中國曲棍球在奧運會上的最佳成績，而男隊則未能晉級淘汰賽。

## 男子赛
男子曲棍球隊因主辦國的關係首次參與賽事。在分組賽中，他們於A組作賽，與西班牙、德國等同組。
球員名單為：蒋希上、孟立志、李玮、于洋、刘宪棠、陆锋辉、宋毅、骆方明、胡汇仁、胡亮、孟军、陶志南、德云泽、孙天俊、敖长荣、孟旭光、苏日峰、那玉波；教练團包括金相烈、吉尔斯、庄晓东與郭杰。
| 2008年8月11日 08:30 |     |      |                                                    |
| 德国                | 4–1 | 中國 | 裁判: 戴维·利珀（英国）／印度萨丁德·库马尔（印度） |
|                     |     |      | 裁判: 戴维·利珀（英国）／印度萨丁德·库马尔（印度） |

| 2008年8月13日 10:30 |     |  |                                                          |
| 中國                | 2–5 |  | 裁判: 阿马尔吉特·辛格（马来西亚）／亨里克·埃勒斯（丹麦） |
|                     |     |  | 裁判: 阿马尔吉特·辛格（马来西亚）／亨里克·埃勒斯（丹麦） |

| 2008年8月15日 08:30 |     |      |                                                 |
| 西班牙              | 2–1 | 中國 | 裁判: 戴维·金特尔斯（澳大利亚）／金洪罗（韩国） |
|                     |     |      | 裁判: 戴维·金特尔斯（澳大利亚）／金洪罗（韩国） |

| 2008年8月17日 18:30 |     |      |                                                    |
| 新西兰              | 2–2 | 中國 | 裁判: 默里·格里姆（澳大利亚）／安德鲁·梅尔（英国） |
|                     |     |      | 裁判: 默里·格里姆（澳大利亚）／安德鲁·梅尔（英国） |

| 2008年8月19日 21:00 |     |        |                                                    |
| 中國                | 1–3 | 比利时 | 裁判: 默里·格里姆（澳大利亚）／加里·西蒙兹（南非） |
|                     |     |        | 裁判: 默里·格里姆（澳大利亚）／加里·西蒙兹（南非） |

11、12名排位賽
| 2008年8月23日 08:30               |                   |                                |                                                     |
| 中國                              | 3–3 (4 － 3) 金球 | 南非                           | 裁判: 罗布·特恩·卡特（荷兰）／萨丁德·库马尔（印度） |
| 那玉波32' 宋毅53' 58' 85'（金球） |                   | 措莱凯尔3' 西蒙斯63' 史密斯70' | 裁判: 罗布·特恩·卡特（荷兰）／萨丁德·库马尔（印度） |

## 女子赛
女子曲棍球隊則是第三次參與奧運，上屆她們於銅牌賽中以0-1不敵阿根廷，取得第四名。
球員名單：陈朝霞、马弋博、程晖、黄俊霞、付宝荣、李爽、唐春玲、周婉峰、高丽华、张益萌、孙镇、李红侠、任烨、陈秋琦、赵玉雕、宋清龄、李爱莉、潘凤贞；教練分別為金昶伯、罗小兵以及贾伟。
| 2008年8月10日 10:30 |     |        |                                                     |
| 中國                | 3–0 | 西班牙 | 裁判: 乌特 ·科嫩（德国）／马雷莉泽·德克勒克（南非） |
|                     |     |        | 裁判: 乌特 ·科嫩（德国）／马雷莉泽·德克勒克（南非） |

| 2008年8月12日 18:30 |     |      |                                                        |
| 中國                | 3–0 | 南非 | 裁判: 吉娜·斯皮塔莱里（意大利）／明卡·伍利（澳大利亚） |
|                     |     |      | 裁判: 吉娜·斯皮塔莱里（意大利）／明卡·伍利（澳大利亚） |

| 2008年8月14日 08:30 |     |      |                                                       |
| 中國                | 0–1 | 荷蘭 | 裁判: 相马千枝子（日本）／索莱达·伊帕拉吉雷（阿根廷） |
|                     |     |      | 裁判: 相马千枝子（日本）／索莱达·伊帕拉吉雷（阿根廷） |

| 2008年8月16日 18:30 |     |      |                                                                     |
|                     | 1–6 | 中國 | 裁判: 朱莉·阿什顿－卢西（澳大利亚）／卡罗琳娜 ·德拉富恩特（阿根廷） |
|                     |     |      | 裁判: 朱莉·阿什顿－卢西（澳大利亚）／卡罗琳娜 ·德拉富恩特（阿根廷） |

| 2008年8月18日 21:00 |     |  |                                                          |
| 中國                | 2–2 |  | 裁判: 相马千枝子（日本）／卡罗琳娜 ·德拉富恩特（阿根廷） |
|                     |     |  | 裁判: 相马千枝子（日本）／卡罗琳娜 ·德拉富恩特（阿根廷） |

半决赛
| 2008年8月20日 18:00           |     |                  |                                                                     |
| 中國                          | 3–2 | 德国             | 裁判: 卡罗琳娜 ·德拉富恩特（阿根廷）／朱莉·阿什顿－卢西（澳大利亚） |
| 高丽华31' 马弋博39' 赵玉雕58' |     | 凯勒4' 贝尔曼36' | 裁判: 卡罗琳娜 ·德拉富恩特（阿根廷）／朱莉·阿什顿－卢西（澳大利亚） |

決賽
| 2008年8月22日 20:30 |     |                     |                                                         |
| 中國                | 0–2 | 荷蘭                | 裁判: 索莱达·伊帕拉吉雷／卡罗琳娜 ·德拉富恩特（阿根廷） |
|                     |     | 范阿斯51' 霍德里62' | 裁判: 索莱达·伊帕拉吉雷／卡罗琳娜 ·德拉富恩特（阿根廷） |